# Ponte Mammolo (métro de Rome)
Ponte Mammolo est une station de la ligne B du métro de Rome. Elle tient son nom de sa localisation dans le quartier de Ponte Mammolo.

## Situation sur le réseau
Établie en aérien, la station Ponte Mammolo est située sur la ligne B du métro de Rome, entre les stations de Rebibbia, le terminus nord-est de la ligne, et  Santa Maria del Soccorso, en direction de Laurentina.

## Histoire
La station de métro a été inaugurée en décembre 1995.

## À proximité
La station permet d'atteindre le quartier Monte Sacro. Elle donne directement accès à l'église Santissimo Redentore a Val Melaina.